# Good Cop Bad Cop
Good Cop Bad Cop (Bon Cop, Bad Cop) ist eine kanadische Actionkomödie von Regisseur Eric Canuel aus dem Jahr 2006. Die Hauptrollen spielen Colm Feore und Patrick Huard. Es ist einer der finanziell erfolgreichsten kanadischen Kinofilme.

## Handlung
Martin Ward ist ein englischsprachiger Polizist aus Ontario, der sich streng an die Vorschriften hält. David Bouchard hingegen ist ein französischsprachiger Polizist aus Québec, der das Gesetz nach Bedarf auslegt. Diese unterschiedlichen Charaktere müssen zusammenarbeiten, als ein Ermordeter genau an der Grenze zwischen Ontario und Québec aufgefunden wird – Beine in Ontario, Oberkörper in Québec. Die Leiche wird als Benoît Brisset identifiziert, ein Eishockey-Manager aus Montreal; ihm wurde nach seinem Tod eine Tätowierung gestochen. Nachdem eine weitere Leiche auftaucht, die auf die gleiche Art und Weise ermordet wurde und der auch post mortem ein Tattoo gestochen wurde, das jeweils einen Hinweis auf das nächste Opfer gibt, wird klar, dass sie nach einem Serienmörder suchen müssen.
Sie ermitteln im Eishockeymilieu, um die Mordserie aufzudecken, und können schon bald nach einer Kneipenschlägerei ihren wichtigsten Zeugen verhaften. Bouchard fährt jedoch mit dem Zeugen im Auto zu einer Vorführung seiner Tochter, da er ihr dies versprochen hat, und lässt den Zeugen während der Vorstellung allein im Auto.
Nach der Vorstellung stellt er fest, dass das Auto, da es im Halteverbot stand, abgeschleppt wird. Als die Polizisten sich dem Abschleppdienst nähern, explodiert das Auto und der Zeuge stirbt. Daraufhin statten sie der Familie des Zeugen einen Besuch ab und kommen so dem Täter immer näher. Dieser entführt aber Gabrielle, die Tochter Bouchards, um sie gegen sein letztes Opfer einzutauschen.
Detective Ward wendet schließlich genauso unorthodoxe Methoden an wie sein Kollege. Die beiden sind gezwungen, Harry Buttman, das letzte Opfer, auszuliefern, nachdem der Verbrecher seinen Helfer Luc Therrien erschossen hat und droht, seine Geisel in die Luft zu sprengen. In einem blutigen Kampf gelingt es ihnen, den Bösewicht zur Strecke zu bringen und Buttman und das Mädchen zu befreien. Der Killer wollte rächen, dass Eishockeyteams aus Kanada an die USA verkauft wurden. Am Ende wird zugesichert, dies in Zukunft zu unterlassen.

## Kritiken
Jeremy Knox bezeichnete den Film auf filmthreat.com als „unterhaltsam“ („entertaining“) und als „SPASS“ („FUN“).
Das Lexikon des internationalen Films schrieb: „Die geschickte Variante des Buddy-Movies nimmt mit schwarzem Humor landesübliche Vorurteile und Klischees aufs Korn und bindet sie in die überschaubare Thriller-Handlung ein.“

## Auszeichnungen
Bei den 27. Genie Awards im Jahr 2007 gewann der Film zwei Genie Awards in den Kategorien Bester Film und Bester Ton und wurde in den Kategorien
- Beste Ausstattung
- Beste Kamera
- Beste Regie
- Bester Schnitt
- Bester Filmsong
- Bester Hauptdarsteller
- Bester Tonschnitt

nominiert. Außerdem gewann er einen Spezialpreis Golden Reel Award.
Der Film erhielt 2007 zwei Prix Jutras, das Billet d’Or für die höchsten Einnahmen und für den Besten Schnitt und wurde in zehn weiteren Kategorien nominiert.

## Hintergrundinformationen
Das Budget betrug etwa 8 Millionen CAD. Gedreht wurde in den kanadischen Städten Montréal, Ottawa, Québec, Toronto und Vancouver vom 15. September bis 3. November 2005. Die Premiere fand am 4. Juli 2006 in Québec statt. Der Film ist in Kanada ab 13 Jahren freigegeben.
In Nordamerika wurden DVDs mit Untertiteln und der Soundtrack veröffentlicht. Bon Cop, Bad Cop wird als erster bilingualer Film der kanadischen Kinogeschichte bezeichnet („first bilingual film in Canadian cinema history“).
Weltweit nahm Bon Cop, Bad Cop 12,665721 Millionen US-Dollar ein (Stand: 17. Dezember 2006) und ist damit einer der finanziell erfolgreichsten kanadischen Filme aller Zeiten. Der Film erreichte mit 9,395452 Millionen CAD die bisher höchsten Einnahmen in Québec (Stand: 24. September 2006) und liegt damit auf Platz 1 vor dem romantischen Liebesdrama Séraphin: un homme et son péché (2002) von Regisseur Charles Binamé.